# Martin Bizzarro
{{subst:Proposed deletion|concern=ikke bemærkelsesværdigt}}
Martin Bizzarro er en canadiskfødt professor, som er centerleder for Danmarks Grundforskningsfonds Center for Star and Planet Formation ved Statens Naturhistoriske Museum. (ERC) som en af de mest lovende topforskere inden for natur-, ingeniør- og biovidenskab.
Bevillingen er til projektet stardust2asteroids, som skal undersøge dannelsen og den tidlige udvikling af beboelige solsystemer.